# Tvetenia tokaraopea
Tvetenia tokaraopea är en tvåvingeart som beskrevs av Sasa och Suzuki 1995. Tvetenia tokaraopea ingår i släktet Tvetenia och familjen fjädermyggor. Inga underarter finns listade i Catalogue of Life.